# Törköly József
Törköly József (Rimaszombat, 1878. január 1. – Rimaszombat, 1938. április 14.) ügyvéd, kisebbségi politikus, csehszlovákiai nemzetgyűlési szenátor.

## Élete
Budapesti jogi tanulmányai befejeztével Rimaszombatban lett ügyvéd, ahol tagja volt a Függetlenségi és Negyvennyolcas Pártnak.
Az államfordulatot követően az egykori kisgazdapárti tagság Országos Magyar Kisgazda Földmíves és Kisiparos Párt néven működött tovább Csehszlovákiában. Ennek egyik aktív szervező tagja volt. 1925-től a csehszlovák kormányzat nemzeti szervezkedést nem tiltotta, ezért az Magyar Nemzeti Párttá alakult. Az "új" párt 1926. februárjában tartott lévai első kongresszusán őt választotta elnökének. 1925–1929 között a párt szenátora, 1929–1935 között képviselője volt. A pártok egyesülése után a Magyar Nemzeti Párt országos elnöke lett és 1935-1937 között ismét szenátor a prágai nemzetgyűlésben. 1937-ben egészségi okokból kivonult a politikából.
E mellett a Csehszlovákiai Magyar Társadalmi és Kulturális Egyesületek Szövetségének elnöke volt. Az 1930-as csehszlovák népszámláláskor a Magyar Parlamenti Pártok Népszámlálási Bizottságának elnöke, mely tisztében többször felszólalt a csehszlovák képviselőházban a népszámláláskor tapasztalt visszaélésekkel kapcsolatban. Az evangélikus egyház világi képviselője, a Polgári Kör ügyésze is volt.

## Művei
- 1930 Mentsük meg Szlovenszkót. Rimaszombat.
- Az ellenzék feladata. Prágai Magyar Hírlap